# Куп Мађарске у фудбалу 1969.
Куп Мађарске у фудбалу 1969. (мађ. 1969-es magyar labdarúgókupa) је било 30. издање серије, на којој је екипа Ујпешт Дожа тријумфово по 1. пут.

## Четвртфинале
| Тим #1       | Резултат | Тим #2      |
| ------------ | -------- | ----------- |
| 1969.        |          |             |
| Волан ШК     | 2 : 4    | Ујпешт Дожа |
| 1969.        |          |             |
| ФК Сомбатхељ | 4 : 2    | ФК МТК      |
| 1969.        |          |             |
| ФК Езд       | 0 : 4    | ФК Хонвед   |
| 1969.        |          |             |
| ФК Чепел     | 2 : 1    | Печуј Дожа  |

## Полуфинале
| Тим #1      | Резултат | Тим #2   |
| ----------- | -------- | -------- |
| 1969.       |          |          |
| Ујпешт Дожа | 4 : 0    | ФК МТК   |
| 1969.       |          |          |
| ФК Хонвед   | 2 : 1    | ФК Чепел |

## Финале
| Ујпешт Дожа                                        | 3 : 1    | Хонвед ШЕ Будимпешта |
| -------------------------------------------------- | -------- | -------------------- |
| Антал Дунаји 40’ · Ференц Бене 43’ · Ласло Нађ 47’ | Извештај | Антал Тусингер 83’   |